# Tricentroscelis
Tricentroscelis là một chi bướm đêm thuộc họ Geometridae.